# Славчо Чадиев
Славчо Чадиев (на македонска литературна норма: Славчо Чадиев) е политик от Северна Македония, кмет на Велес от 2013 до 2017 година.

## Биография
Роден е в град Велес в 1959 година. Завършва средно образование в родния си град, след което Дефектоложкия факултет на Белградския университет и магистратура по сурдология в Института за дефектология при Философския факултет на Скопския университет. Работи в Общата болница във Велес. Подпредседател е на Съюза на дефектолозите на Македония и дългогодишен сътрудник на Съюза на глухите, както и на Института за глухи лица „Кочо Рацин“ в Битоля. В 1990 година влиза в партията Вътрешна македонска революционна организация – Демократическа партия за македонско национално единство и е председател на Общинския ѝ комитет във Велес. Води листата на общинсти съветници на местните избори в 2005 и 2009 година и е председател на съвета на община Велес до 2013 година, когато е избран за кмет на града.